# Tony Astarita
 Tony Astarita, właśc. Antonio Astarita (ur. 14 kwietnia 1945 w Neapolu, zm. 15 kwietnia 1998 tamże) – włoski piosenkarz popularny w latach 60. i 70. Specjalizował się w piosence neapolitańskiej. 2-krotny zwycięzca Festiwalu Piosenki Neapolitańskiej (1965 i 1968).

## Życiorys
Tony Astarita był synem urzędnika kapitanatu portu w Neapolu. Pracował jako zegarmistrz. W 1965 roku zadebiutował na Festiwalu Piosenki Neapolitańskiej z piosenka „Vita mia”. Wygrał Festiwal prezentując inną piosenkę, „Serenata all'acqua 'e mare”, wykonaną w parze z Aurelio Fierro). W 1968 roku powtórzył sukces, tym razem z piosenką „Core spezzato”, wykonaną w parze z Mirną Doris.
Na przełomie lat 60 i 70 zdobył dużą popularność dzięki uczestnictwu w konkursach piosenkarskich Canzonissima i Un disco per l’estate. Do jego największych przebojów należą: „Il Bar dell'Universita”, „Arrivederci Mare”, „Non mi aspettare questa sera”, „Chiudi la tua finestra” i „Da quando Maria m'ha lasciato”.
Zmarł w szpitalu Cardarelli z powodu złośliwego guza. Uroczystości pogrzebowe odbyły się w kościele San Ferdinando w Neapolu.